# Rzgów (gromada w powiecie łódzkim)
Rzgów – dawna gromada, czyli najmniejsza jednostka podziału terytorialnego Polskiej Rzeczypospolitej Ludowej w latach 1954–1972.
Gromady, z gromadzkimi radami narodowymi (GRN) jako organami władzy najniższego stopnia na wsi, funkcjonowały od reformy reorganizującej administrację wiejską przeprowadzonej jesienią 1954 do momentu ich zniesienia z dniem 1 stycznia 1973, tym samym wypierając organizację gminną w latach 1954–1972.
Gromadę Rzgów siedzibą GRN w Rzgowie (wówczas wsi) utworzono – jako jedną z 8759 gromad na obszarze Polski – w powiecie łódzkim w woj. łódzkim, na mocy uchwały nr 34/54 WRN w Łodzi z dnia 4 października 1954. W skład jednostki weszły obszary dotychczasowych gromad Rzgów i Starowa Góra ze zniesionej gminy Rzgów oraz Grodzisko ze zniesionej gminy Wiskitno w tymże powiecie. Dla gromady ustalono 27 członków gromadzkiej rady narodowej.
29 lutego 1956 do gromady Rzgów przyłączono wieś Gadka Stara z gromady Gospodarz w tymże powiecie.
1 stycznia 1958 do gromady Rzgów przyłączono obszar zniesionej gromady Kalinko oraz część zniesionej gromady Zofiówka (wieś Rydzynki, osada młyńska Pyć, osada młyńska Kunka, osada młyńska Galas, wieś Zofiówka i osada leśna Molenda).
Gromada przetrwała do końca 1972 roku, czyli do kolejnej reformy gminnej. 1 stycznia 1973 reaktywowano gminę Rzgów.